# Shoot-Out
Shoot-Out — пригласительный снукерный турнир, 2017 году стал рейтинговым. С января 2011 года возвратился в календарь мэйн-тура после 20-летнего перерыва (впервые прошёл в сентябре 1990 года при отличном от нынешнего формате). Турнир освещается телеканалом Sky Sports, транслирующем матчи Премьер-лиги. С 2004 года Sky Sports не участвовал в освещении снукерных турниров, проходящих под эгидой WPBSA.

## Формат турнира
На турнире Shoot-Out применялись правила стандартной версии снукера со следующими изменениями:
Перед каждым раундом проводится случайная жеребьёвка. Максимальная продолжительность фрейма составляет 10 минут. Розыгрыш начального удара производится путём «раскатки» шаров на короткий борт (оба игрока одновременно наносят удар по биткам при их расположении на границе болкерной линии; у кого в результате удара биток остановится ближе к противоположному короткому борту, тот и выигрывает право разбоя). На каждый удар игроку отводится не больше 15 секунд (до 2013 года - 20 секунд) в первые 5 минут и не больше 10 секунд (до 2013 года - 15 секунд) в последующую пятиминутку; никаких тайм-аутов. В случае, если игрок не укладывается в отведённое время, сопернику начисляются дополнительные 5 очков. При каждом ударе хотя бы один шар должен коснуться минимум одного борта, либо хотя бы один шар должен быть забит в лузу (в этом случае соприкосновение с бортами необязательно). При любом фоле право удара переходит к сопернику, причём он может поставить биток в любую точку стола (игра с руки). В случае, если после забития всех шаров счёт становится равным, происходит «переигровка в синем» (аналогично переигровке в чёрном для стандартного варианта снукера): синий шар выставляется на свою отметку, затем путём жребия определяется игрок, получающий право выполнить начальный удар из сектора D. Тот, кто забьёт синий, и выигрывает фрейм.

## Победители
| Год                                | Чемпион                    | Финалист                   | Счёт                       | Сезон                      |
| Shoot-Out (не рейтинговый)         | Shoot-Out (не рейтинговый) | Shoot-Out (не рейтинговый) | Shoot-Out (не рейтинговый) | Shoot-Out (не рейтинговый) |
| ---------------------------------- | -------------------------- | -------------------------- | -------------------------- | -------------------------- |
| 1990                               | Даррен Морган              | Майк Халлетт               | 2:1                        | 1990/91                    |
| Snooker Shoot-Out (не рейтинговый) |                            |                            |                            |                            |
| 2011                               | Найджел Бонд               | Роберт Милкинс             | 58-24                      | 2010/11                    |
| 2012                               | Барри Хокинс               | Грэм Дотт                  | 61-23                      | 2011/12                    |
| 2013                               | Мартин Гоулд               | Марк Аллен                 | 104-0                      | 2012/13                    |
| 2014                               | Доминик Дэйл               | Стюарт Бинэм               | 77-19                      | 2013/14                    |
| 2015                               | Майкл Уайт                 | Сяо Годун                  | 54-48                      | 2014/15                    |
| 2016                               | Робин Халл                 | Люка Бресель               | 50-36                      | 2015/16                    |
| Snooker Shoot-Out (рейтинговый)    |                            |                            |                            |                            |
| 2017                               | Энтони Макгилл             | Сяо Годун                  | 67-19                      | 2016/17                    |
| 2018                               | Майкл Георгиу              | Грэм Дотт                  | 67-56                      | 2017/18                    |
| 2019                               | Тепчайя Ун-Нух             | Майкл Холт                 | 74-0                       | 2018/19                    |
| 2020                               | Майкл Холт                 | Чжоу Юэлун                 | 67–24                      | 2019/20                    |
| 2021                               | Райан Дэй                  | Марк Селби                 | 67-24                      | 2020/21                    |
| 2022                               | Хоссейн Вафаей             | Марк Уильямс               | 71–0                       | 2021/22                    |
| 2023                               | Крис Уэйклин               | Жюльен Леклерк             | 119–0                      | 2022/23                    |
| 2023                               | Марк Аллен                 | Цао Юйпэн                  | 65–4                       | 2023/24                    |
| 2024                               | Том Форд                   | Лям Грэхэм                 | 31–28                      | 2024/25                    |